# (275106) Sarahdubeyjames
(275106) Sarahdubeyjames est un astéroïde de la ceinture principale.

## Description
(275106) Sarahdubeyjames est un astéroïde de la ceinture principale. Il fut découvert le 14 novembre 2009 à Mayhill par Norman Falla. Il présente une orbite caractérisée par un demi-grand axe de 3,08 UA, une excentricité de 0,26 et une inclinaison de 9,4° par rapport à l'écliptique.

## Compléments